# Zazam-Sheriff-Phillips-Syndrom
Das Zazam-Sheriff-Phillips-Syndrom ist eine seltene angeborene Fehlbildung der Augen in Kombination mit einer geistigen Entwicklungsverzögerung.
Es wird eine erbliche Ursache vermutet. Das Syndrom folgt einem autosomal-rezessiven Erbgang und umfasst Aniridie (Fehlen der Regenbogenhaut), Luxation der Augenlinse, Fehlbildung der oberen Schneidezähne sowie eine geistige Behinderung beziehungsweise Retardierung (Verzögerung der geistigen Entwicklung). Eine Behandlung ist nicht bekannt. Erziehung, Bildung, Berufswahl und selbständige Lebensführung der Betroffenen sind stark eingeschränkt. Die Aniridie und die Luxation der Augenlinse führen zu schwerster Sehbehinderung. Wegen der geistigen Behinderung können die Patienten nicht selbständig leben.